# Rolf Peter Sieferle
Rolf Peter Sieferle (* 5. August 1949 in Stuttgart; † 17. September 2016 in Heidelberg) war ein deutscher Historiker.
Sieferle etablierte den energetischen Ansatz der Umweltgeschichte. Zunächst an der Universität Mannheim tätig, war er von 2005 bis 2012 ordentlicher Professor für Allgemeine Geschichte an der Universität St. Gallen. Sieferles Arbeitsschwerpunkte waren erst Struktur- und Ideengeschichte der Industrialisierung sowie Umwelt- und Universalgeschichte. Seit seinem Werk Epochenwechsel (1994) versuchte er zudem, konservative Politik historisch zu begründen. Sein postum veröffentlichter Bestseller Finis Germania (erschienen 2017) sorgte wegen seines als antisemitisch und vielfach als rechtsradikal bewerteten Inhalts und des Umgangs mit dem Buchtitel in Sachbuchneuerscheinungs- und Bestsellerlisten für anhaltende Diskussionen.

## Leben und Wirken
Rolf Peter Sieferle wurde in Stuttgart geboren und wuchs mit seiner Mutter in Heidelberg auf. Nach einem Internatsbesuch studierte er ab 1968 Geschichte, Politikwissenschaft und Soziologie an den Universitäten Heidelberg und Konstanz, einer Reformuniversität.
In Heidelberg war er zeitweise Vorstand des Sozialistischen Deutschen Studentenbundes (SDS); die Studentenbewegung habe er bald für „tief illusorisch“ gehalten.
1977 wurde er an der Philosophischen Fakultät der Universität Konstanz mit einer Dissertation über den Revolutionsbegriff in der Theorie von Karl Marx zum Dr. phil. promoviert. Diese zwei Jahre später in die durch Dieter Groh herausgegebene Ullstein-Reihe Sozialgeschichtliche Bibliothek aufgenommene Arbeit galt Helmut Berding als „immanent-kritische Rekonstruktion der Marx’schen Revolutionstheorie“.
Nach seiner Promotion übersetzte er eine sozialgeschichtliche Monographie von David F. Crew über die Industriestadt Bochum aus dem Englischen, wobei seine Arbeit positiv aufgenommen wurde.
1980 wurde er Mitarbeiter der Arbeitsgruppe Umwelt, Gesellschaft, Energie an der Universität-Gesamthochschule Essen, die von Klaus Michael Meyer-Abich als „Abkömmling“ des Max-Planck-Instituts zur Erforschung der Lebensbedingungen der wissenschaftlich-technischen Welt bezeichnet wurde. Von 1980 bis 1984 war er dort am von Klaus Michael Meyer-Abich und Bertram Schefold geleiteten und im Auftrag des Bundesministeriums für Forschung und Technologie durchgeführten Forschungsprojekts „Die Sozialverträglichkeit verschiedener Energiesysteme in der industriegesellschaftlichen Entwicklung“ beteiligt.
Als Mitarbeiter von Meyer-Abich wirkte er seinerzeit auch an der vom Deutschen Bundestag eingesetzten Enquete-Kommission „Zukünftige Kernenergie-Politik“ (1979–1983) mit.
1984 habilitierte sich Sieferle in Konstanz für das Fach Neuere Geschichte. Von 1988 bis 1993 war er Heisenberg-Stipendiat der Deutschen Forschungsgemeinschaft. Im Jahre 1989 erhielt er eine Privatdozentur an der Universität Mannheim, 1991 wurde er außerplanmäßiger Professor ebendort.
Gastprofessuren hatte er an der ETH Zürich und in Wien inne. In den dann folgenden Jahren befürwortete er im Umfeld einer Forschergruppe des Wiener Instituts für Interdisziplinäre Forschung und Fortbildung, aus der das Wiener Institut für Soziale Ökologie hervorging, „eine umfassende Quantifizierung der gesellschaftlichen Stoff- und Energieströme“ (MEFA-Ansatz). Dieter Schott zählte Sieferle zu den herausgehobenen Vertretern einer interdisziplinär ambitionierten „historische[n] Ökologie“ (Umweltgeschichte).
1995 übernahm er die Leitung des historischen Förderungsschwerpunkts der Stuttgarter Breuninger Stiftung. Entsprechende Aufsatzsammlungen (u. a. zum Thema „Kulturen der Gewalt“) wurden von Rolf Peter Sieferle und Helga Breuninger in den nun folgenden Jahren in deutscher und englischer Sprache herausgegeben. Matthias Schmolz stellte in seiner Besprechung des ersten Sammelbandes Markt und Macht in der Geschichte (1995) heraus, dass Sieferle „herausfordernd pessimistische Prognosen“ über die Zukunft abgebe. Im Auftrag der Stiftung verantwortete Sieferle von 2000 bis zu seinem Weggang in die Schweiz das „bislang einzige[], größere[] deutschsprachige[] Forschungsprojekt“ zur Materie Europäischer Sonderweg (Reihe: „Der Europäische Sonderweg“). Vergleichende Arbeiten entstanden u. a. über die Landwirtschaft, Familienstrukturen und das internationale Transportwesen.
Von 2000 bis 2004 war Sieferle ständiger Gastprofessor an der Universität St. Gallen, wo er 2005 ordentlicher Professor für Allgemeine Geschichte wurde. Seit 2004 fungierte er als Mitherausgeber der Reihe Umwelthistorische Forschungen im Böhlau Verlag.
2010 legte er eine von drei externen Expertisen für das Hauptgutachten Welt im Wandel: Gesellschaftsvertrag für eine Große Transformation des Wissenschaftlichen Beirats der Bundesregierung Globale Umweltveränderungen vor.
2012 wurde Sieferle emeritiert. Am 17. September 2016 starb Sieferle im Alter von 67 Jahren durch Suizid.
In einem Brief, den Michael Klonovsky als eine Art Abschiedsbrief und als Vermächtnis an die AfD betrachtet, klagt Sieferle über eine „omnipräsente politische Alternativlosigkeit“ aufgrund des Fehlens einer Opposition. Den Urheber der „Verschwörung gegen den offenen Diskurs“ sieht Sieferle in Angela Merkel.

## Publikationen

### „Der unterirdische Wald“, 1982
Sein 1982 erschienenes Werk Der unterirdische Wald, mit dem Untertitel Energiekrise und industrielle Revolution, ist eine Publikation der Vereinigung Deutscher Wissenschaftler.
Die Monografie gilt nach Dirk Neuber als Standardwerk für den Übergang vom Energieträger Holz auf die Steinkohle und die so mögliche Industrialisierung. Ernst Langthaler bezeichnete das Werk als „Pionierarbeit des ‚energetischen‘  Ansatzes in der Umweltgeschichte“. Fast zwanzig Jahre danach erschien die leicht überarbeitete englische Übersetzung beim auf Umweltthemen spezialisierten britischen Verlag White Horse Press.

### „Fortschrittsfeinde“, 1984
Im Kontext des Essener Forschungsprojekts entstand ebenso eine Überblicksdarstellung zu den Archegeten der Umweltbewegung in Deutschland, Fortschrittsfeinde? Opposition gegen Technik und Industrie von der Romantik bis zur Gegenwart (1984).
Mitte der 1980er Jahre veröffentlichte er auch populärwissenschaftliche Beiträge in der Zeitschrift Bild der Wissenschaft. Im Auftrag des Verbandes der Chemischen Industrie legte er 1987 die Schrift Wege aus der Krise? Alte und neue Muster der Technikkritik vor; dort beschreibt er „die Gesellschaft als hin und hergerissen zwischen Zukunftshoffnung und Krisenfurcht.“ „Naiverweise“, so meint er nach Dieter Imbodens Urteil, werde „dieses Gleichgewicht […] wesentlich durch kulturelle Prozesse in der Gesellschaft bestimmt.“

### „Epochenwechsel“, 1994
Sieferle hatte spätestens in seinem Buch Epochenwechsel. Die Deutschen an der Schwelle zum 21. Jahrhundert (1994) die Perspektive in Richtung Zukunftsforschung verändert und war „auf einem explizit politischen Feld“ tätig; er diagnostizierte zukünftige Problemlagen, neben krisenhaften Umweltproblemen auch das Zuwanderungsproblem, das die Krise des Sozialstaats weiter verschärfe. Diese Vielzahl von Krisen lasse sich Sieferle zufolge nicht mehr mit den Mitteln des „humanitären Universalismus“, sondern nur noch partikularistisch lösen. Ludger Heidbrink konstatierte als Mangel der Studie, dass „sie all das mit einem Bannspruch belegt, was früher einmal zur ‚linken‘ Aufklärungstradition gehörte, um nun unzählige Klischees einer ‚rechten‘ Aufklärungskritik zu präsentieren, anstatt nach möglichen Vermittlungen zu suchen und praktikable Vorschläge für die politische Gestaltung des Epochenwechsels zu präsentieren.“

### „Konservative Revolution“, 1995
1995 veröffentlichte er fünf biographische Skizzen zu Paul Lensch, Werner Sombart, Oswald Spengler, Ernst Jünger und Hans Freyer, die er der sogenannten „Konservativen Revolution“ zurechnete. In diesem Werk wertete er auch den Nationalsozialismus als eine „reale konservative Revolution.“
Im Februar 1996 wurde die Arbeit auf Platz 5 der Sachbücher des Monats empfohlen. Daraufhin kam es zu Besprechungen im Feuilleton großer Zeitungen. Besonders Interesse widmet Sieferle, so Tilman Fichter in der Frankfurter Allgemeine Zeitung, der Frage, ob das Denken der porträtierten „konservativ-revolutionären Vordenker“ technikfeindlich gewesen sei oder ob sie die Errungenschaften der Moderne in ihrem Kampf gegen die Republik nutzten. Die Auswahl der Skizzen ist nach Meinung des Rezensenten nur teilweise geglückt. Aufschlussreich seien aber die Ergebnisse der „Tiefenbohrungen“ bei Paul Lensch, Ernst Jünger und Hans Freyer.
Joachim Perels kritisierte in Die Zeit den hermeneutisch rekonstruierenden Ansatz Sieferles, da er die „Ideologeme der konservativen Revolution“ nicht auf ihre Übereinstimmung mit der Realität überprüfe und auch keine normativen Maßstäbe entwickele. Perels bemängelt, dass Sieferle nicht der Modernisierungstheorie folgt, die Kriterien der Beurteilung liefern könnten. Zudem schließe er sich Freyers Kritik an einer „Ethisierung der Technik“ an, die als „totalisierende Geschichtspolitik“ disqualifiziert wird. Perels wirft Sieferle vor, die Negation der Weimarer Demokratie wertfrei zu präsentieren und die Positionen der Rechtsintellektuellen nicht als reaktionär zu bewerten.

„Dies ist nur möglich, weil er die autoritär gewendete Vergötzung der Technik nicht in Zweifel zieht und die konservative, gegenrevolutionäre Negierung der Ideen von 1789 in ihrer Bedeutung vollständig verkennt.“

Sieferles distanzlose Betrachtung der NS-Herrschaft sei bizarr, er minimalisiere gegen die Tatsachen die Beziehungen zum NS-System, das 1933/34 noch nicht totalitär gewesen sei. Fatal sei die Zuerkennung einer legitimen Modernisierung und sozialen Mobilisierung an das Regime. Perels Fazit ist, dass Sieferles Publikation in die Reihe „jener seit der Wiedervereinigung publizierten Arbeiten“ gehöre, „die die gegenaufklärerischen, ja barbarischen Positionen des alten Deutschland verstehensinnig für ein neues Geschichtsbild einer machtzentrierten Nation verlebendigen“.
Auch in Fachrezensionen (German History, Politische Vierteljahresschrift) wurde Sieferle heftig kritisiert. So tadelte Claudius R. Köster (1997) die „skizzenhaft[en]“ Darstellungen in methodisch-theoretischer und inhaltlicher Hinsicht. Er erkannte eine „politisch-agitatorische Absicht“ des seiner Meinung nach distanzlosen Autors.
Für Armin Pfahl-Traughber handelte es sich um tendenziell „essayistische“, wenn auch aufschlussreiche Beiträge. Letztlich problematisch seien die Auswahl der Skizzen und die „unkritische Darstellung“, speziell unter demokratietheoretischen Gesichtspunkten, wie er 1998 in einer kommentierten Bibliographie anmerkte.
Nach Dirk Kretschmer und Siegfried Jäger vom Duisburger Institut für Sprach- und Sozialforschung versuchte der (angebliche) „Nolte-Schüler“ in seinem Werk gar „den Nazi-Schatten, der auf den geschätzten präfaschistischen Autoren lastet, zu verwischen.“
Für Volker Weiß (2017) handelte es sich um eine „apologetische Textsammlung zu Autoren des Weimarer Nationalismus“.

### „Handbuch zur Völkischen Bewegung“, 1996
Im Jahre 1996 gehörte er zu den Beiträgern eines vielbeachteten Handbuchs zur Völkischen Bewegung, das durch Uwe Puschner et al. herausgegeben wurde; sein Aufsatz „Rassismus, Rassenhygiene, Menschenzuchtideale“ wurde von Wolfgang Hardtwig positiv rezensiert.

### „Rückblick auf die Natur“, 1997
Das 1997 veröffentlichte Buch Rückblick auf die Natur: Eine Geschichte des Menschen und seiner Umwelt versucht, aus einer doppelten Perspektive heraus die Entwicklung von der Altsteinzeit bis zur Gegenwart darzustellen. Es blickt weder nur auf die Menschen, die in ihre Umwelt eingreifen, noch allein auf die Natur als Verursacherin unterschiedlicher Kulturen und Mentalitäten. Sieferle versuchte stattdessen, „das Bild einer gegenseitigen Wechselwirkung zwischen Mensch und Umwelt zu zeichnen,“ und förderte in seiner universalgeschichtlichen Perspektive „dabei erstaunlich viele Fakten und überraschende Beispiele zutage“. Dabei beklagt er mit dem Verlauf der Geschichte auch eine Zunahme von „ökologischer und ästhetischer Entropie.“ Wer von dem Buch jedoch neue Forschungsergebnisse auf historischem Gebiet, konkrete Empfehlungen oder eine Parteinahme in der globalen ökologischen Debatte erwarte, werde von Sieferles Arbeit enttäuscht, meinte Detlef Grumbach im Deutschlandfunk. „Überraschungen bietet dagegen sein Herangehen an den Forschungsgegenstand, der Blick von der Empore herab auf einen Prozeß, in den der Mensch eingebunden und selbst nur ein Element der Interaktion ist, in den er eingreift, selbst verändert wird, Subjekt und Objekt zugleich ist.“ Dabei werde jedoch konstruktivistisch vergessen, dass wir nicht von außen ein „merkwürdiges Schauspiel“ beobachten, sondern einbezogen sind: „Sitzen wir wirklich im Zuschauerraum und beobachten fasziniert oder mit Schrecken eine Vorführung, befinden wir uns nicht auch in Haupt- und Nebenrollen auf der Bühne? Ist die Stelle des Regisseurs vakant?“ Verena Winiwarter lobte das Buch als essayistisch. Es habe einen populären Ansatz, „ohne den nötigen Tiefgang zu vermissen“.

### „Karl Marx zur Einführung“, 2007

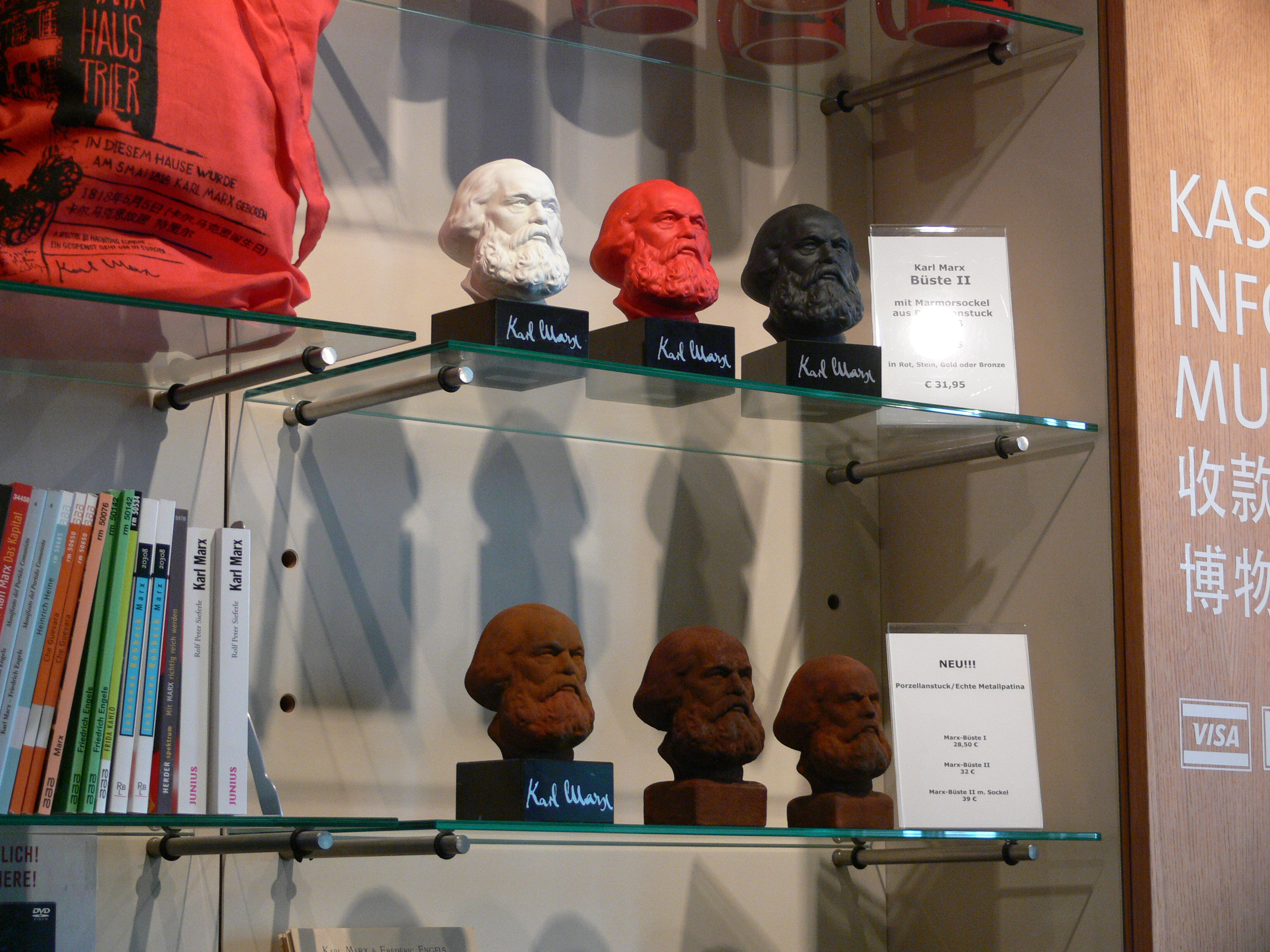
Marx-Einführung (links) im Museumsshop des Trierer Karl-Marx-Hauses (2010)

2007 veröffentlichte Sieferle eine Einführung zu Karl Marx. Das Buch hat 233 Seiten und stellt kapitelweise das Programm des wissenschaftlichen Sozialismus, Marx’ Anatomie der bürgerlichen Gesellschaft, die von ihm prognostizierten Tendenzen des Kapitalismus, die politischen Implikationen („Revolution und Sozialismus“) und die frühe Rezeptionsgeschichte von Marx (Marx und der Marxismus) dar. Frank Schale hebt in seiner Rezension hervor, Sieferle bescheinige der „Kritik der Politischen Ökonomie“ von Marx „beachtliche analytische und vorhersagende Kraft.“ Damit sei sie „sowohl den zeitgenössischen Sozialphilosophien als auch den aktuellen, meist nur moralisch vorgetragenen Kapitalismuskritiken überlegen“. Als Negativaspekte benenne Sieferle den zeittypischen Planungsoptimismus von Marx, dessen ökonomische Simplifizierung sozialer Phänomene und nicht zuletzt dessen „Voraussage einer herrschaftsfreien Gesellschaft nach dem Zusammenbruch des Kapitalismus“.

### „Finis Germania“, 2017
Auf Veranlassung der Ehefrau Sieferles veröffentlichte der neurechte Verlag Antaios 2017 das postume Werk Finis Germania.
Die Ausführungen zum „Schuldkult“ und zum Holocaust als „Mythos“ und „Staatsreligion“ wurde meist als rechtsradikal und als Verklärung der NS-Vergangenheit aufgefasst, zumal es beim Antaios-Verlag Götz Kubitscheks erschien. „Unbehaglich“ war vielen auch die politische Wendung oder Enthüllung des einstigen SDSlers.

„Womöglich handelt es sich nicht einmal um eine 180-Grad-Drehung, sondern es zeigt sich, wes Geistes Blumenkind die Generation hervorbrachte, aus der jemand wie Horst Mahler heute aufrichtig sagen kann: „Ich bin immer nur der gewesen, der ich bin.““

Nach der Darstellung Christopher Caldwells (The New York Times) vertritt Sieferle in Finis Germania den Standpunkt, die Deutschen wollten ihre Nation auflösen. Die westlichen Alliierten hätten den Deutschen, die vorher einem undemokratischen Sonderweg gefolgt seien, nach zwei Weltkriegen die negative Identität einer reaktionären antiwestlichen Kultur vermittelt. Die Deutschen litten daher unter wahnhafter Selbstdämonisierung und Selbsthass, was die Deutschen den antisemitisch verfolgten Juden ähnlich mache. Der deutsche „Schuldwahn“ sei nach Sieferle auch die Grundlage der Migrationspolitik.
Aussagen Sieferles zu Auschwitz erregten besonderen Anstoß. René Aguigah urteilte in Deutschlandfunk Kultur, mit Sätzen wie „Der Nationalsozialismus, genauer Auschwitz, ist zum letzten Mythos einer durch und durch rationalisierten Welt geworden“ begebe sich Sieferle zumindest in die Nähe der Auschwitzlüge.
Herfried Münkler beurteilte Finis Germania in Deutschlandfunk Kultur am 16. Juni 2017 in einem Gespräch mit Joachim Scholl als „schlechtes Buch, das möglicherweise sogar strafrechtlich relevante Passagen enthalte und zutiefst von antisemitischen Vorstellungen getränkt sei. Undurchsichtig sei auch, wie viel von dem Text tatsächlich von Sieferle stamme und wie viel der Verleger hinzugefügt habe.“
Das Buch wurde auf Platz neun der Juni-Liste der „Sachbücher des Monats“ des NDR und der Süddeutschen Zeitung aufgeführt. Auf diese Liste gelangte es, weil einer der fünfundzwanzig Juroren, wie sich bald erwies, der Spiegel-Redakteur Johannes Saltzwedel, seine anonym vergebenen zwanzig Stimmpunkte, die normalerweise auf drei oder vier Titel verteilt werden, auf dieses eine Buch kumuliert hatte. Obwohl formal zulässig, löste dies im Falle von Sieferles Buch einen Skandal aus. Saltzwedel warf nach Darstellung Münklers der Jury „Illiberalität und Neigung zum Mainstreaming“ vor, eine Äußerung, die Münkler als „geschmacklos“ bezeichnete, verlogen sei auch Saltzwedels Erklärung, er habe das Buch zur Diskussion stellen wollen.
Saltzwedel trat aus der Jury aus, die übrigen Mitglieder distanzierten sich von der Publikation. Als Konsequenz wurden alle Ergebnisse gegengelesen, die Sachbücher des Monats wurden zunächst nicht mehr veröffentlicht, so René Aguigah. Von einem „Rechtsruck der bürgerlich-kritischen Intelligenz“ könne nicht die Rede sein, wie die TAZ geäußert hatte.
Im Juli 2017 wurde Finis Germania zunächst auf der Spiegel-Bestsellerliste von Heft 29 für Sachbücher an sechster Stelle gelistet. In der darauffolgenden Wochenausgabe, Heft 30, wurde es nicht mehr in der Bestsellerliste aufgeführt, obwohl es nach den Verkaufszahlen dort hätte angegeben werden müssen. Susanne Beyer begründete dies damit, das Buch sei „rechtsradikal, antisemitisch und geschichtsrevisionistisch“. Diese Tilgung unter Verweis auf „Verantwortung“ löste nach der Entdeckung des Vorgangs Empörung aus. Sie habe, so Tobias Sedlmaier (NZZ), nicht so sehr der Tilgung an sich gegolten als vielmehr der Intransparenz. Sedlmaier bezieht sich beispielhaft auf Stefan Niggemeier, der „die Aktion und deren dürftige Begründung“ zu Recht als Ausdruck einer Scheu vor der Öffentlichkeit bezeichnet habe.
Timothy Garton Ash kommentierte im Dezember 2017 für The New York Review, dass der Spiegel Sieferles Buch einfach von seiner Bestseller-Liste verschwinden ließ, sei das extreme Beispiel eines im zeitgenössischen Deutschland verbreiteten Vorgehens.

„Wer einen bestimmten Punkt überschreitet, der als rechts oder antisemitisch angesehen werden könnte, wird aus der respektablen Gesellschaft ausgeschlossen und mit einem leuchtend roten – oder eher braunen – Buchstaben gebrandmarkt.“

Sieferles Finis Germania ist für Ash das „späte, unbedeutende Werk eines traurigen, verwirrten und doch unbestreitbar großen Geistes.“ Die Tabuisierung Sieferles durch Tilgung aus der Bestsellerliste sei beklagenswert und unzulänglich. „Sieferle mit einem Tabu zu belegen, bestätigte tatsächlich seine Behauptung, dass es dieses Tabu gibt, also etwas, das außerhalb des rationalen Diskurses gestellt wird.“

### „Das Migrationsproblem“, 2017
In seinem zweiten postum veröffentlichten Werk mit dem Untertitel Über die Unvereinbarkeit von Sozialstaat und Masseneinwanderung stellt Sieferle in fünf Kapiteln Migrationsursachen dar, die Situation in den Zielländern, „Narrative zur Legitimation“, Motive der Akteure und die längere historische Perspektive. Er sieht „Tendenzen zur Selbstdestruktion am Werke, die mit geregelter oder ungeregelter Einwanderung nichts zu tun haben, wohl aber von ihr verstärkt werden.“ Von möglichen neuen Argumenten sei, so Gustav Seibt (SZ), in der früher publizierten Auswahl privater Äußerungen vor allem eines zu erkennen: „Sieferle bestreitet energisch einen Sachzusammenhang zwischen dem Einwanderungsdruck und dem Schrumpfen der Bevölkerung in den alten Industrieländern. Dieses begrüßt er sogar als rationale Antwort auf eine Wirtschaftsweise, die massenhafte ungelernte Arbeit kaum noch braucht, die also beim Nachwuchs von Quantität auf Qualität umstellen kann.“

## Nachrufe
Die Umwelthistorikerin Verena Winiwarter würdigte Sieferle in einem bei der European Society for Environmental History erschienenen Nachruf als einen der „wichtigsten Pioniere“ der „europäische[n] Umweltgeschichte“, der allerdings dem „internationalen Konferenztourismus“ fernblieb, was seiner öffentlichen Wahrnehmung abträglich gewesen sei.
Gustav Seibt, der auch einen Nachruf in der Süddeutschen Zeitung verfasste, bezeichnete Sieferle in einem Interview der Deutschen Welle vom 12. Juni 2017 als „ein[en] interessante[n] Stiliste[n]“ mit „eine[r] große[n] erzählerische[n] und theoretische[n] Formulierungsfreudigkeit“. Seine letzte Schaffensphase sei allerdings durch „wüstes Schimpfen und Primitivität“ geprägt, wodurch seine „Differenzierungsfähigkeit“ abhandengekommen sei. Seibt attestierte Sieferle zuletzt einen „gnadenlose[n] Zynismus“.
Nach Jan Grossarth (Frankfurter Allgemeine Zeitung) „galt [er] als ein außergewöhnlich feingeistiger Historiker“. Grossarth merkt zugleich jedoch kritisch an, dass er zuletzt „giftige, rechtsradikale Bücher“ geschrieben habe.

„Sein letztes Werk ist ein wohlkalkuliertes Nachtreten gegen ein „System“ gewesen, das seine Erwartungen enttäuscht und seine Analyse abgelehnt hatte. Er hat sich spät entschieden, seinen allerersten Molotowcocktail zu werfen: auf die Demokraten. Sein Rechtsruck war der Sprengstoff, den er der Bourgeoisie hinterließ.“

## Privates
Sieferle war verheiratet und lebte zuletzt wieder in Heidelberg.

## Schriften (Auswahl)
Monografien
- Die Revolution in der Theorie von Karl Marx (= Ullstein-Bücher, Nr. 3584 / Sozialgeschichtliche Bibliothek). Ullstein, Frankfurt am Main [u. a.] 1979, ISBN 3-548-03584-1 (zugl. Diss., Univ. Konstanz, 1977).
- Der unterirdische Wald. Energiekrise und industrielle Revolution. [Eine Publikation der Vereinigung Deutscher Wissenschaftler (VDW)] (= Die Sozialverträglichkeit von Energiesystemen. Bd. 2 / Beck’sche schwarze Reihe. Bd. 266). Beck, München 1982, ISBN 3-406-08466-4.

- englische Übersetzung von Michael P. Osman: The subterranean forest: energy systems and the industrial revolution. White Horse Press, Knapwell, Cambridge 2001, ISBN 1-874267-47-2.

- Fortschrittsfeinde? Opposition gegen Technik und Industrie von der Romantik bis zur Gegenwart (= Die Sozialverträglichkeit von Energiesystemen. Bd. 5). Beck, München 1984, ISBN 3-406-30331-5.
- Die Krise der menschlichen Natur. Zur Geschichte eines Konzepts (= Edition Suhrkamp. 1567 = N.F., Bd. 567). Suhrkamp, Frankfurt am Main 1989, ISBN 3-518-11567-7.
- Bevölkerungswachstum und Naturhaushalt. Studien zur Naturtheorie der klassischen Ökonomie. Suhrkamp, Frankfurt am Main 1990, ISBN 3-518-58070-1.
- Epochenwechsel. Die Deutschen an der Schwelle zum 21. Jahrhundert. Propyläen, Berlin 1994, ISBN 3-549-05156-5.
- Die Konservative Revolution. Fünf biographische Skizzen (= Fischer 12817: Geschichte). Fischer-Taschenbuch-Verlag, Frankfurt am Main 1995, ISBN 3-596-12817-X.
- Rückblick auf die Natur: Eine Geschichte des Menschen und seiner Umwelt. Luchterhand, München 1997, ISBN 3-630-87993-4.
- mit Fridolin Krausmann, Heinz Schandl, Verena Winiwarter: Das Ende der Fläche. Zum gesellschaftlichen Stoffwechsel der Industrialisierung (= Umwelthistorische Forschungen. Bd. 2). Böhlau, Köln [u. a.] 2006, ISBN 3-412-31805-1.
- Karl Marx zur Einführung (= Zur Einführung. 338). Junius, Hamburg 2007, ISBN 978-3-88506-638-5.
- Das Migrationsproblem: Über die Unvereinbarkeit von Sozialstaat und Masseneinwanderung. Vorwort von Raimund Th. Kolb (= Die Werkreihe von Tumult. #01). 2. Aufl. Manuscriptum, Waltrop [u. a.] 2017, ISBN 978-3-944872-41-4.
- Finis Germania (= Kaplaken. Bd. 50). Verlag Antaios, Schnellroda 2017, ISBN 978-3-944422-50-3.
  - Neuauflage 2019, mit einem Nachwort von Thomas Hoof, Landt Verlag 2019, ISBN 978-3-944872-90-2.
- Krieg und Zivilisation: Eine europäische Geschichte. Manuscriptum, Lüdinghausen, Berlin 2018, ISBN 978-3-944872-55-1.

Herausgeberschaften
- Fortschritte der Naturzerstörung (= Edition Suhrkamp. 1489 = N.F., Bd. 489). Suhrkamp, Frankfurt am Main 1988, ISBN 3-518-11489-1.
- mit Günter Figal: Selbstverständnisse der Moderne: Formationen der Philosophie, Politik, Theologie und Ökonomie (= Bibliothek Metzler. Bd. 1). Metzler, Stuttgart 1991, ISBN 3-476-00734-0.
- Natur. Ein Lesebuch (= Beck’sche Reihe. 430). Beck, München 1991, ISBN 3-406-34022-9.
- mit Helga Breuninger: Markt und Macht in der Geschichte. DVA, Stuttgart 1995, ISBN 3-421-05014-7.
- mit Helga Breuninger: Kulturen der Gewalt. Ritualisierung und Symbolisierung von Gewalt in der Geschichte. Campus-Verlag, Frankfurt am Main [u. a.] 1998, ISBN 3-593-35952-9.
- mit Helga Breuninger: Natur-Bilder. Wahrnehmungen von Natur und Umwelt in der Geschichte. Campus-Verlag, Frankfurt am Main [u. a.] 1999, ISBN 3-593-36327-5.
- mit Marina Fischer-Kowalski, Eugene A. Rosa: Nature, Society and History. Long Term Dynamics of Social Metabolism (= Innovation: The European Journal of Social Sciences. Special Issue 2). ICCR, Wien 2001.
- mit Helga Breuninger: Agriculture, population and economic development in China and Europe (= Europe's Special Course. Vol. 10). Breuninger Stiftung, Stuttgart 2003.
- Transportgeschichte (= Der Europäische Sonderweg. Bd. 1). Lit Verlag, Berlin [u. a.] 2008, ISBN 978-3-8258-0697-2.
- Familiengeschichte: Die europäische, chinesische und islamische Familie im historischen Vergleich (= Der Europäische Sonderweg. Bd. 2). Lit Verlag, Wien [u. a.] 2008, ISBN 978-3-8258-1503-5.

Kleine Schriften
- Wege aus der Krise? Alte und neue Muster der Technikkritik. VCI, Frankfurt am Main 1987.
- Der Europäische Sonderweg. Ursachen und Faktoren (= Der europäische Sonderweg. Bd. 1). Breuninger-Stiftung, Stuttgart 2000. (2. erweiterte Auflage 2003).
  - englische Ausgabe: Europe’s special course: outline of a research program (= Der europäische Sonderweg. Vol. 1). Breuninger Stiftung, Stuttgart 2001. 53 S., ISSN 1616-1602
- mit Manfred Hamm: Die antiken Stätten von morgen: Ruinen des Industriezeitalters. Vorwort. Nicolai, Berlin 2003, ISBN 978-3-87584-407-8.